# Vi gå över daggstänkta berg
Vi gå över daggstänkta berg (со швед. — «Мы идем по росистой горе») — шведская пионерская песня, текст которой в 1900 году написал поэт Улоф Тунман. Мелодия песни считается народной, но иногда приписывается Эдвину Эрикссону. Впервые опубликована в 1906 году в журнале «Неясыть», впоследствии с незначительными отличиями публиковалась в различных песенниках. C 1943 по 1969 годы эта песня входила в число песен, обязательных к разучиванию и исполнению в школах (см. Stamsånger).
Текст данной песни был переведён на несколько языков. В частности, широкую известность приобрела немецкая версия Im Frühtau zu Berge.

## История написания
Улоф Тунман был заядлым путешественником. Он вдохновлялся Жан-Жаком Руссо, для которого путешествия были жизненной необходимостью. Текст песни «Vi gå över daggstänkta berg» он написал в 1900 году, когда ему был 21 год. Существуют различные версии обстоятельств написания; историк Алан Эллениус указывает на то, что идея текста пришла автору после отдыха в привокзальной гостинице городка Флен, и описывает следующую историю. Летом 1900 года Тунман сопровождал в поездке во Флен детей банкира Хеннинга Эрикссона, и с его старшим сыном Эдвином и станционным писарем Ельмаром Хёкбергом (швед. Hjalmar Hökberg) он провёл вечер в ресторане, после чего они, взяв аккордеон, отправились гулять к Стенхаммарскому дворцу. Эдвин Эрикссон играл на аккордеоне и Тунман, импровизируя, напевал первые строки. На следующее утро Улоф записал полный текст песни. По его словам, изначально в первой строке песни было слово daggfriska, однако при записи текста оно было заменено на аналогичное по смыслу, но более благозвучное daggstänkta.
Происхождение мелодии также вызывает споры среди историков. Некоторые обнаруживают сходство с народными мотивами из Хельсингланда, а сам Улоф Тунман утверждал, что такую же мелодию он слышал в исполнении своей бабушки и потому полагал, что она из Естрикланда. Эдвин Эрикссон же говорил, что он сам сочинил данную мелодию.
Текст песни был впервые опубликован в журнале «Неясыть» в 1906 году, а ещё через 2 года в нём же были опубликованы ноты с текстом. В настоящее время после первых двух строк каждого куплета исполняется слово fallera, которое можно перевести со шведского как «падение» или «провал». При этом во всех первых публикациях вместо того дважды повторялся последний слог строки. Согласно исследованию газеты Upsala Nya Tidning, слово fallera впервые появилось в немецком тексте песни в 1930-е годы, где не имело смысловой нагрузки и исполнялось в качестве весёлой припевки, случайно совпав с осмысленным шведским словом (но не совпадая с ним по ударению). Шведский текст песни с этим словом изначально был опубликован в 1943 году в песеннике Nu ska vi sjunga. В настоящее время шведский, немецкий и французский варианты песни исполняются только с ним.
Первоначальный вариант текста выглядел следующим образом:

| 1. Vi gå över daggstänkta berg, berg, berg som lånat av smaragderna sin färg, färg, färg. Sorger ha vi inga, våra glada visor klinga när vi gå över daggstänkta berg. 2. I mänskor, förglömmen er gråt, gråt, gråt, och kommen och följen oss åt, åt, åt. Se, fjärran vi gånga att solskenet fånga ja kommen och följen oss åt. | 3. De gamla och kloka må le, vi äro ej förståndiga som de. Men vem skulle sjunga om våren den unga, om vi voro kloka som de? 4. Så gladeligt hand uti hand, nu gå vi till fågel Fenix land. Till ett sagoland som skiner av kristaller och rubiner, nu gå vi till fågel Fenix land. |

Кроме того, Тунман написал ещё 2 куплета песни, которые никогда не публиковались. Первый был обнаружен в записной книжке Тунмана, хранившейся у одного из его коллег по Академии искусств. Запись второго обнаружилась у потомков работодателя Тунмана — банкира Эрикссона.
| Små flickor, små flickor för er, er, er min enkla visa jag ger, ger, ger den visan är väl ringa, men ändå skall den klinga små flickor, små flickor för er, er, er. | Nu är vi i Sörmland igen, gen, gen där finns det förståndiga män, män, män som räkna sina pengar och klår sina drängar nu är vi i Sörmland igen, gen, gen. |

## Более поздние варианты

### ПесенникDen svenska frihetsvisan(1908)
1. Vi gå öfver daggstänkta berg, berg, berg,

som lånat af smaragderna sin färg, färg, färg.

Sorger ha vi inga,

våra glada visor klinga,

så klart öfver dalar och berg, berg, berg.

    

2. Så gladeligt hand uti hand

nu gå vi till fågel Fenix' land,

till det sagoland, som skiner

af kristaller och rubiner,

nu gå vi till fågel Fenix' land.

    

3. I mänskor, förglömmer er gråt,

och kommer och följer oss åt!

Si, fjärran vi gånga

att solskenet fånga!

Ja, kommer och följer oss åt!

    

4. De gamle, de kloke de le,

vi äro ej förståndige som de.

Men hvilka skulle sjunga

för våren den unga,

om vi vore kloka som de?

### ПесенникVita bandets sångbok(1915)
1. Vi gå över daggstänkta berg, berg, berg,

Som lånat av smaragderna sin färg, färg, färg.

Sorger ha vi inga,

Våra glada visor klinga,

När vi gå över daggstänkta berg, berg, berg!

2. De gamla, de kloka må le, le, le,

Vi äro ej förståndiga som de, de, de,

Ty vem skulle sjunga

Om våren den unga,

Om vi vore kloka som de, de, de.

3. O mänskor, förglömmer er gråt, gråt, gråt

Och kommen och följen oss åt, åt, åt.

Se, fjärran vi gånga

Att solskenet fånga,

Ja, kommen och följen oss åt, åt, åt.

4. De väldiga skogarnas sus, sus, sus

Gå mäktiga som orgeltoners brus, brus, brus,

Och livets vardagsträta

Så lätt det är förgäta

Vid de väldiga skogarnas sus, sus, sus.

5. Så gladeligt hand uti hand, hand, hand

Nu gå vi till fågel Fenix’ land, land, land,

Till ett sagoland, som skiner

Av kristaller och rubiner,

Nu gå vi till fågel Fenix’ land, land, land!

### ПесенникNu ska vi sjunga(1943)
1. Vi gå över daggstänkta berg, fallera,

som lånat av smaragderna sin färg, fallera,

//: och sorger ha vi inga, våra glada visor klinga,

när vi gå över daggstänkta berg, fallera.://

2. De gamla och kloka må le, fallera,

vi äro ej förståndiga som de, fallera.

//: Men vem skulle sjunga om våren den unga,

om vi vore kloka som de? fallera.://

3. O, mänskor, förglömmer er gråt, fallera,

och kommer och följer oss åt! Fallera.

//: Si, fjärran vi gånga att solskenet fånga.

Ja, kommer och följer oss åt! Fallera.://

4. Så gladeligt hand uti hand, fallera,

nu gå vi till fågel Fenix' land, fallera.

//: Till det sagoland, som skiner av kristaller och rubiner.

Nu gå vi till fågel Fenix' land, fallera.://

## Немецкий вариант — Im Frühtau zu Berge
В Германии первый перевод написал Роберт Коте (1869—1947). Он в 1917 году опубликовал серию песен для лютни (Die 14. Folge für hohe und tiefe Stimme). Авторы других немецких вариантов — Густав Шультен (1917), Клеменс Нойманн (1920), Вальтер Гензель (1924) и Лиселотт Хольцмайстер (1968).

### До 1933 года
После 1917 года песня была издана во многих немецких песенниках, особенно в сборниках для молодёжной организации «Вандерфогель» (z. B. Der Spielmann, 3. Auflage 1920; Fahrend Volk, 1923; Fahrtenlieder, Hrsg. Fritz Sotke und Auf Fahrt, 1928). Её публиковали и в христианских (z. B. Freude in Fülle — Liederbuch für die christliche deutsche Mannesjugend, 1925), и в социалистических (Jugend-Liederbuch, 1929), и в правоконсервативных (z. B. im Liederbuch der Kyffhäuserjugend, 1932) сборниках. Кроме того, она попала в и в сборники для школ (z. B. in Der Jungbrunnen — Ein Liederbuch für Schule und Leben, 1932 und in Deutsche Lieder Band 1 für die höheren Schulen, o. J.).

### 1933—1945
Как и многие другие песни молодежного движения, нацисты ею заинтересовались. В 1933 году она была издана в нескольких сборниках для молодёжной организации «Гитлерюгенд». Кроме того, песня по-прежнему разучивалась в школах.
Есть свидетельства, что эту песню, наряду с «Болотными солдатами», пели заключённые концлагеря Заксенхаузен.

### После 1945
В 1945 в лагере для беженцев в Дании был собран и опубликован сборник песен Liederbuch der deutschen Flüchtlinge in Dänemark, а в 1946 году появились первые новые книги песен в Германии..
После Второй мировой войны песня была популярна во многих организациях и выходила в их сборниках: у христиан (Ein neues Lied für die evangelische Jugend, 1950), в социалистических обществах (Wir Falken singen, 1946), в Немецком футбольном союзе (Liederbuch des deutschen Fußballbundes, 1953), у гимнастов (Deutsches Turnerliederbuch, 1954) и в других спортивных организациях (Lieder der Sportjugend, 1955 und 1961), в турклубах (Waldjugend-Liederbuch, 1959; Wir singen, 1960), а впоследствии — в молодёжной организации мальтийцев (Mit Barett und Wimpel, 1987), альпинистов (Pulverschnee und Gipfelwind, 1988) и в Реформ-югенде (Liederbuch der deutschen Reformjugend, 1995).
Кроме того, песня вошла в школьную программу и разучивалась в начальной и средней школе.
Также эта песня стала популярна в таких немецкоязычных странах, как Австрия и Швейцария, особенно у скаутов и туристов.
Ряд известных исполнителей исполнили данную песню. В их числе оперный певец Герман Прей (1970), шансонье Тони Маршалл (Das Wandern ist des Tony’s Lust, 1976) и народный певец Хайно (Sing mit Heino Folge 7 und 8, 1979). В 1994 песню исполнили оперный певец Гюнтер Вевель (Heimatklänge) и Гюнтер Эммерлих (Die schönsten Volkslieder aus aller Welt), а ещё через год благодаря ей обрела всемирную славу певица Сюзанна Кернер, записавшая альбом 99 Luftballons. Известный немецкий певец Питер Рубин исполнил эту песню и выпустил CD-альбом с ней в 1996. В 1997 году Готтхильф Фишер записал альбом Die schönsten Volkslieder, получивший статус золотого.

### Текст
1. Im Frühtau zu Berge wir zieh’n, fallera!

Es grünen die Wälder, und Höhn, fallera!

Wir wandern ohne Sorgen singend in den Morgen

Noch ehe im Tale die Hähne krähen.

Wir wandern ohne Sorgen singend in den Morgen

Noch ehe im Tale die Hähne krähen.

2. Ihr alten und hochweisen Leut', fallera!

Ihr denkt wohl, wir wären nicht gescheit, fallera!

Wer sollte aber singen, wenn wir schon Grillen fingen

In dieser herrlichen Frühlingszeit.

Wer sollte aber singen, wenn wir schon Grillen fingen

In dieser herrlichen Frühlingszeit.

3. Werft ab alle Sorge und Qual, fallera!

Und wandert mit uns aus dem Tal, fallera!

Wir sind hinausgegangen, den Sonnenschein zu fangen,

Kommt mit und versucht es auch selbst einmal!

Wir sind hinausgegangen, den Sonnenschein zu fangen,

Kommt mit und versucht es auch selbst einmal!

## Варианты на других языках

### Английские варианты
Известно 3 варианта текста на английском языке, все они являются переводами шведской песни и близки по смыслу. Впервые песня прозвучала на английском в 1964 году в исполнении Алисы Бабс под названием Through Valleys, Up Mountains.

### Голландский вариант — Bij ’t krieken der dagen
Вариант песни на голландском языке в 1941 году написал бельгийский поэт Ивонн де Манн (1894—1981) в качестве гимна молодёжной социалистической организации Бельгии.

### Французские варианты — Les Lansquenets
Французская военная песня «Les Lansquenets» (с фр. — «Ландскнехты») появилась, предположительно, в годы Первой мировой войны. Существует насколько вариантов текста, здесь приводится оригинальный.
1. Ce monde vétuste et sans joie — faïlala,

Croulera demain devant notre foi — faïlala,

— Et nos marches guerrières

Feront frémir la terre

Au rythme des hauts tambours des lansquenets. (bis)

2. Que nous font insultes et horions,

Le jour viendra où leurs auteurs paieront

— Qu’ils freinent donc s’ils l’osent

Notre ascension grandiose

Que rythment les hauts tambours des lansquenets. (bis)

3. Nous luttons pour notre idéal,

Pour un ordre nouveau et national,

— Et à l’heure dernière

Nous quitterons la terre

Au rythme des hauts tambours des lansquenets. (bis)

### Израильский вариант — האוטו שלנו גדול וירוק
В 1940 году израильская поэтесса Фаина Бергштейн написала на эту мелодию детскую песню «האוטו שלנו גדול וירוק» (с ивр. — «Наш автомобиль большой и зелёный»). Источником вдохновения для песни послужил грузовой автомобиль британской армии, проданный в Израиль в начале тридцатых годов и задействованный первоначально при строительстве шоссе 73. Впоследствии он был перекрашен в зелёный цвет и использовался для ежедневной доставки молока, яиц и других скоропортящихся продуктов в Хайфу с заводов компании Тнува. В то время, ввиду отсутствия холодильников у бедного населения и отсутствия другого автотранспорта, это было важным для жителей. По воспоминаниям историков, дети очень радовались приезду зелёного фургона, пели эту песенку.
В настоящее время текст этой песни ввиду его простоты и запоминаемости рекомендуется в начале изучения иврита в качестве иностранного языка. Кроме того, её поют дети в начальных школах Израиля.

## Пародии
В Швеции существует большое количество пародийных песен на мелодию Vi gå över daggstänkta berg. Самая известная из них — «вариант со школьного двора» («skolgårdsvariant»). Этот текст, начинающийся словами «Vi gå över blodstänkta golv», был придуман учениками Софийской школы и вошёл в пародийный альбом So makaroni (1982).
Были созданы несколько пародий на немецкую песню Im Frühtau zu Berge. Многие из них исполнялись на концертах. В 1967 году известный немецкий писатель-сатирик Дитер Гёсс написал самую известную пародийную версию — Millionärslied (Песня миллионеров), состоящую из двух куплетов.